# Centre d'études francoprovençales
 (juin 2023).
Si vous disposez d'ouvrages ou d'articles de référence ou si vous connaissez des sites web de qualité traitant du thème abordé ici, merci de compléter l'article en donnant les références utiles à sa vérifiabilité et en les liant à la section « Notes et références ».
Le Centre d'études francoprovençales « René Willien » (abrégé en CEFP), inauguré le 16 octobre 1967, est un centre culturel situé à Saint-Nicolas, en Vallée d’Aoste.
Il s'occupe d'étudier, diffuser et promouvoir la langue francoprovençale, ainsi que développer des études linguistiques et ethnologiques concernant l'aire francoprovençale. Il est dirigé par Christiane Dunoyer.

## Siège
En 1987, un nouveau siège a été inauguré au village de Fossaz Dessus, à Saint-Nicolas. Il a été intitulé à l'écrivain et auteur de textes pour le théâtre René Willien, qui l'a dirigé jusqu'en 1979. Il se situe dans une vieille maison datant du XVIIIe siècle, qui a été entièrement restaurée par les architectes Louis Bochet et Alberto Breuvé, où l'on peut admirer la disposition originale des chambres et des objets typiques des maisons paysannes valdôtaines d'antan. Au rez-de-chaussée se trouve l'étable (le bòou), au premier étage la cuisine (la meisòn) et la chambre à coucher (la tsambra), au second étage la grange (le pailler). C'est aussi le siège des archives du Concours Cerlogne.

## Activités
Le Centre est ouvert aux chercheurs du monde entier et collabore avec les différentes institutions  de l'aire francoprovençale, dans les régions limitrophes en France et en Suisse, ainsi qu’avec de nombreuses Universités et des centres de recherche dans le cadre de projets scientifiques concernant la dialectologie, la linguistique, l’ethnologie, l’anthropologie et la sociolinguistique.
Le Centre a été le promoteur du Concours Cerlogne, un concours de poésie, théâtre et musique en patois réservé aux élèves des écoles primaires de la Vallée d'Aoste, qui est organisé chaque année depuis 1963. Il est aussi le promoteur de deux travaux scientifiques d’envergure, l'Atlas des Patois Valdôtains et l'Enquête toponymique, qui ont pu être réalisés grâce à la participation de l'Administration régionale.

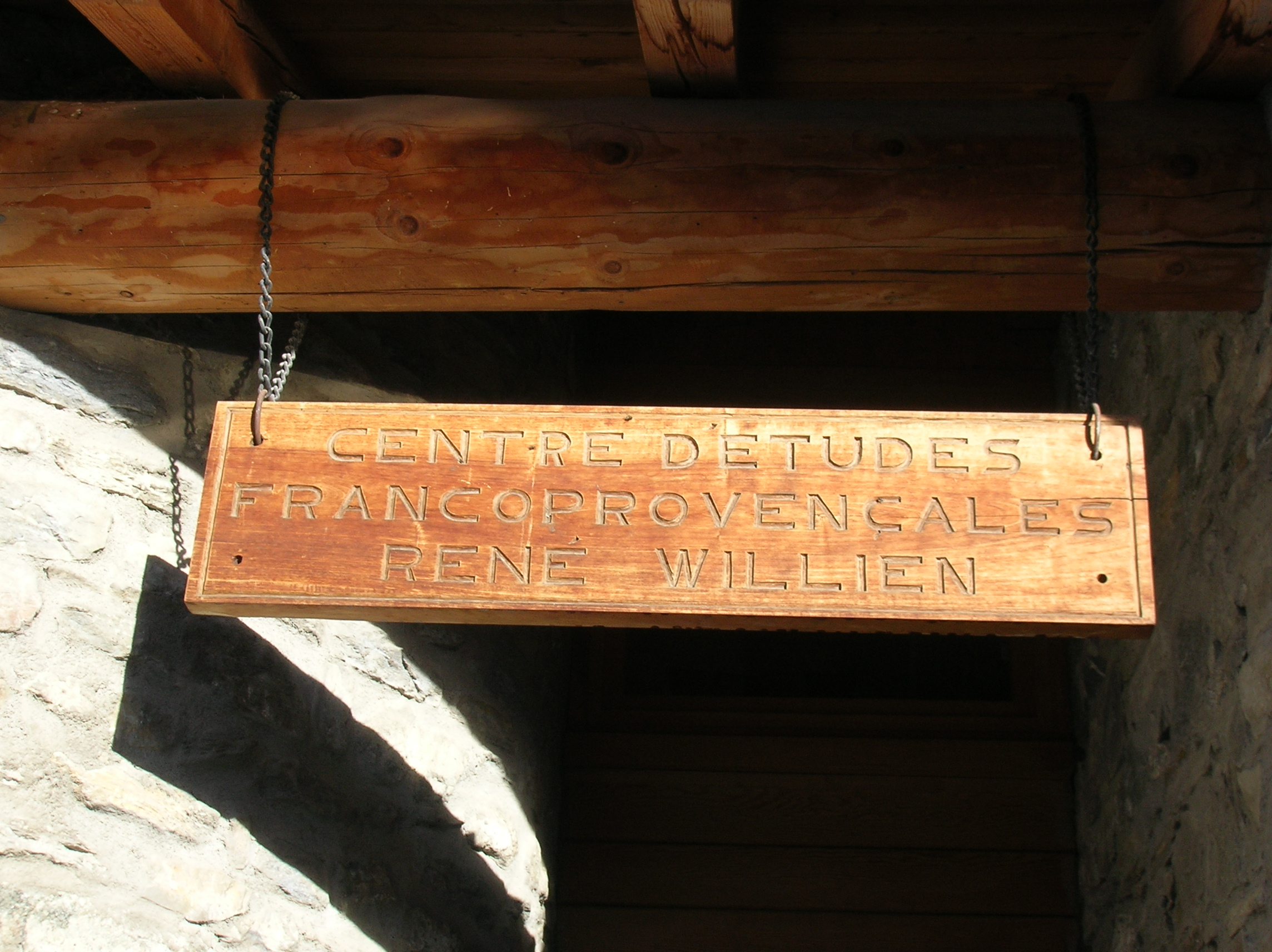
La plaque à l'entrée du CEFP.

Le Centre collabore avec le Bureau régional pour l'ethnologie et la linguistique (BREL) d'Aoste et il fait partie du Conseil International du Francoprovençal (CIF), un organisme né de l’exigence de coordonner des initiatives de type culturel, et de la Fédération romande et internationale du patois (Frip), qui a le but de coordonner l’organisation des fêtes annuelles se tenant à tour de rôle dans les différentes régions du domaine.
Recherche scientifique et promotion de la culture francoprovençale sont les deux axes dans lesquels le Centre est engagé. Chaque année, en collaboration avec l'Assessorat de l'éducation et de la Culture, le Centre organise un colloque thématique, en alternant linguistique et ethnologie, afin de faire le point sur des questions importantes, de réunir les principaux experts du secteur et de promouvoir de nouveaux thèmes de réflexion. La dernière édition (Transmission, revitalisation et normalisation, Saint-Nicolas, le 7 novembre 2015) a été entièrement filmée et diffusée en direct via le web.